# Madeira Andebol SAD
Il Madeira Andebol SAD è una società di pallamano della città di Funchal, a Madera, che comprende sia la sezione maschile che la sezione femminile.

## Storia
Nel 2019 gioca la finale della EHF Challenge Cup persa contro i rumeni del CSM Bucarest.

## Palmares
- Coppa del Portogallo: 1

1998-99
- Campionato portoghese di pallamano maschile: 1

2004-05